# ابراهیم فزاری
ابواسحاق ابراهیم (بن محمد) بن حبیب بن سمرة بن جندب بغدادی فزاری ریاضی‌دان مترجم و اخترشناس دوره عباسی و معاصر مأمون بود. تاریخ وفاتش را بغدادی به نقل از معجم البلدان سال ۱۸۸ هجری قمری یاد کرده است.

## مشارکت در انتقال سیستم اعداد هندی
در ۷۳–۷۷۲ میلادی خلیفه منصور وی را مأمور کرد تا رساله نجومی سدهانت را از سانسکریت به عربی ترجمه کند. بعدها خوارزمی اقدام به تصحیح این ترجمه نمود و تلاشهای خوارزمی و الکندی و تنی چند از ریاضیدانان مسلمان باعث انتقال سیستم اعداد هندی و تصحیح و تبدیل آن اعداد به اعداد امروزی شد که در شرق و غرب عالم استفاده می‌شوند.

تحول اعداد هندی به اعداد عربی توسط ریاضیدانان مسلمان پس از ترجمه فزاری

همچنین این ترجمه از کتاب سدهانت که کتاب نجوم هندی نیز بود راه را برای کشفیات نجومی دیگر دانشمندان مسلمان باز کرد.

## اهمیت
وی با شرکت در کار ترجمه کتاب سند هند از بانیان ورود سیستم اعداد هندی به خلافت عباسی و در نهایت رسیدن به سرتاسر خاورمیانه و اروپا و آمریکا بوده است.
وی و پسرش محمد ابن ابراهیم فزاری از مترجمین نهضت ترجمه و از دانشمندان دارالحکمه بوده‌اند.
پسر او محمد نخستین کسی است که در عصر اسلامی اسطرلاب را مدرج و تکمیل کرده شرح داده و بکار برده است.

## آثار
1. سندهند کبیر، ترجمه وی از کتاب سدهانت
2. القصیدة فی علم النجوم، که در افراد المقال ابوریحان بیرونی نیز نقل شده و به انگلیسی نیز ترجمه شده‌است.
3. ارجوزة فی الحدود
4. زیج الفزاری
5. قصیدة فی حرکات النجوم
6. الزیج علی سنی العرب
7. المقیاس للزوال
8. کتاب فی العمل بالاسطرلاب المسطح
9. کتاب فی العمل بالاسطرلاب
10. ذات الحلق
11. کتاب تسطیح الکره
12. کتاب الزیج

قسمت‌هایی از آثار مختلف باقی‌مانده از وی گردآوری و توسط د. پینگری به زبان انگلیسی ترجمه و شرح داده شده‌است.